# Carlsen Verlag

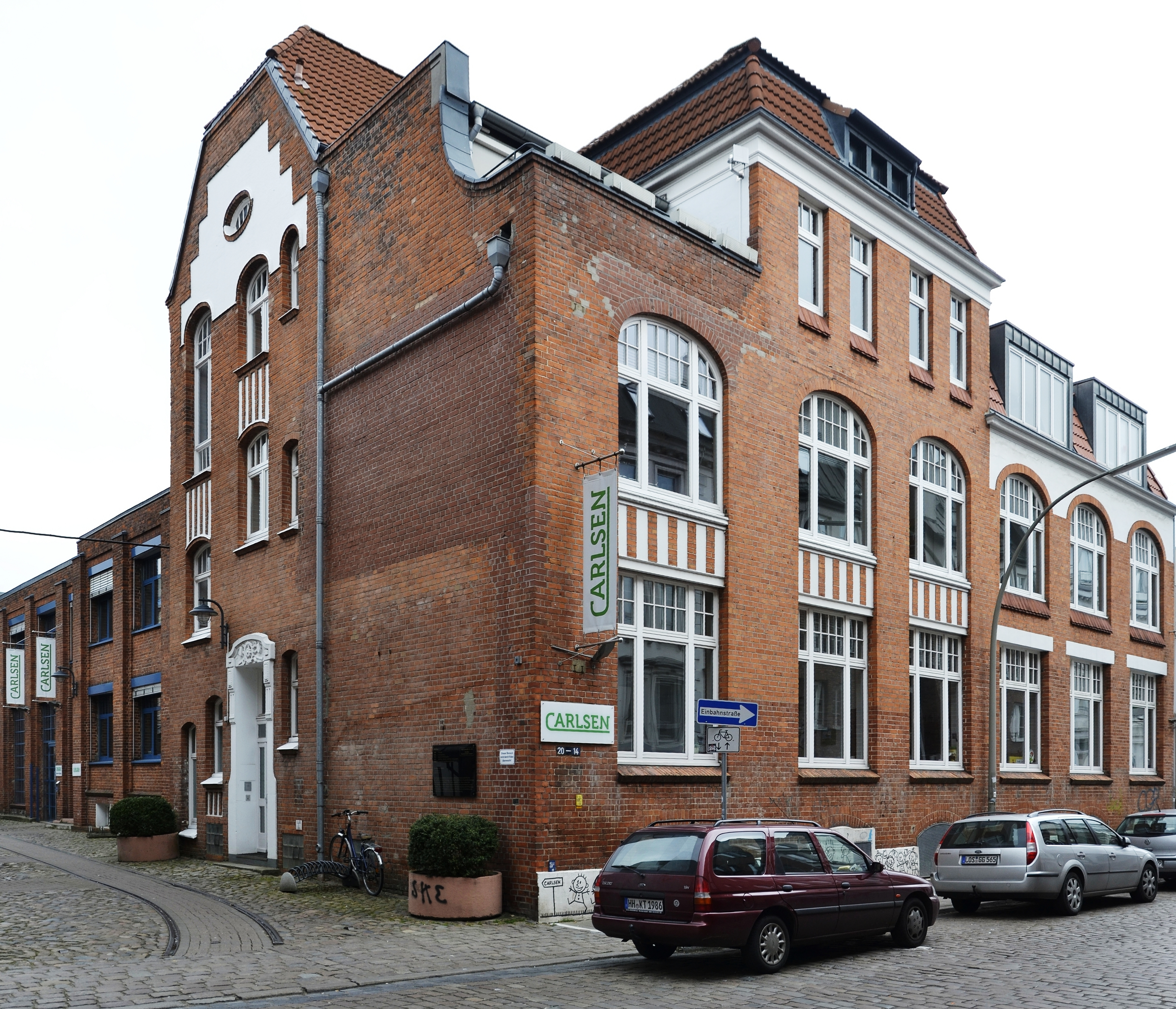
Verlagshaus des Carlsen Verlages in Hamburg-Ottensen

Der Hamburger Carlsen Verlag gehört zum schwedischen Medienunternehmen Bonnier AB. Sein Schwerpunkt liegt auf Comics (Mangas), Kinderbüchern und Jugendliteratur (unter anderem Harry Potter). Auf diesen Gebieten gehört er in Deutschland zu den führenden Verlagen. Geschäftsführer sind Renate Herre (als Verlegerin) und Joachim Kaufmann (als kaufmännischer Geschäftsführer).

## Geschichte

Logo der Reihe Carlsen Comics (2012)

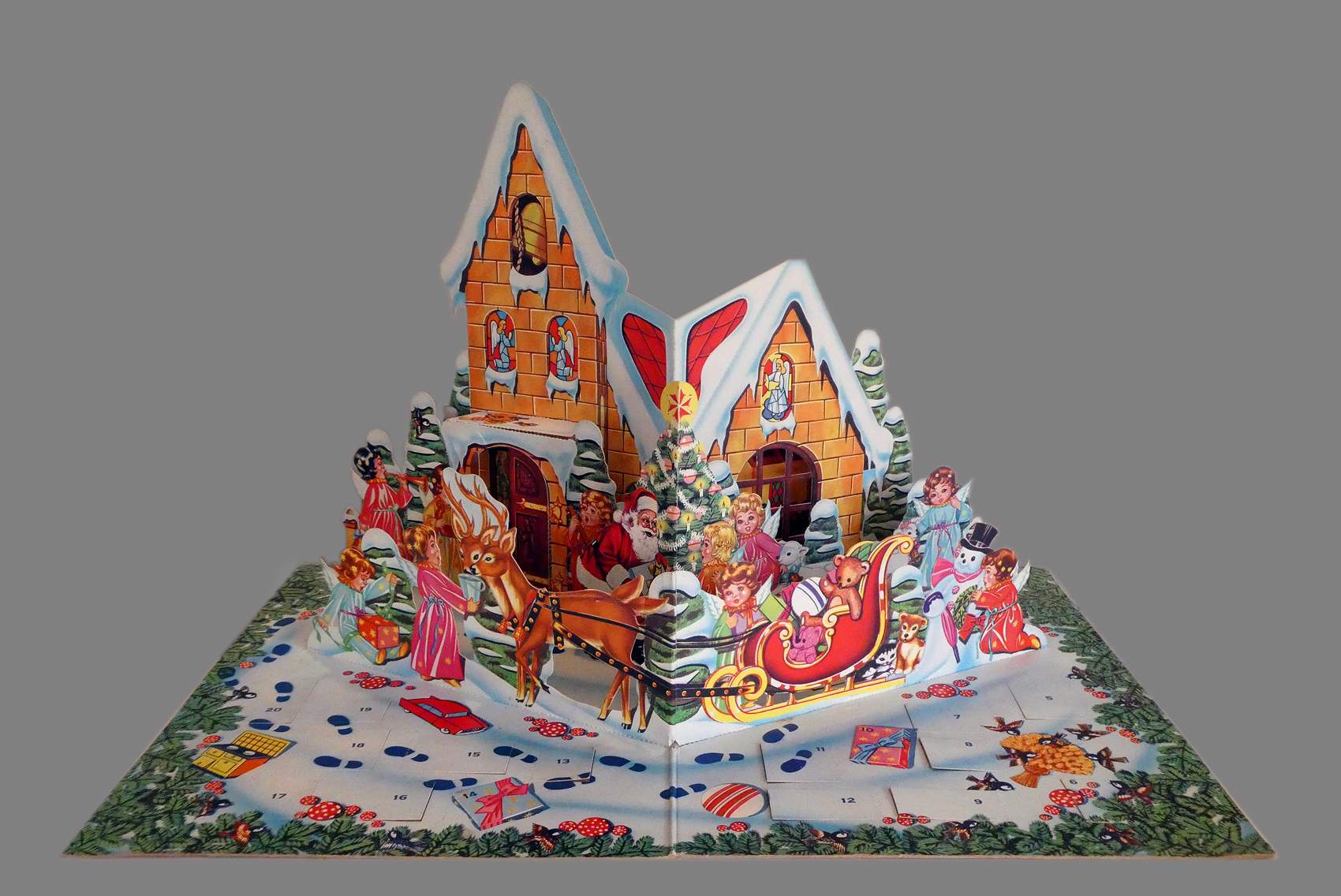
Adventskalender von Carlsen Verlag (1959)

Der Carlsen Verlag wurde am 25. April 1953 von Per Hjald Carlsen in Hamburg als Tochtergesellschaft des dänischen Illustrationsforlaget/PIB gegründet. Anfangs bestand das Programm in erster Linie aus Büchern über den Bären Petzi und seine Freunde, die bereits erfolgreich in verschiedenen deutschen Tageszeitungen abgedruckt worden waren. 1954 erschienen die ersten Pixi-Bücher im Format 10 × 10 cm.
1967 startete der Verlag sein Comic-Programm mit dem ersten Album aus der Serie Tim und Struppi. Das Programm wurde zunächst um traditionelle frankobelgische Serien wie Alix, Blake und Mortimer, Valerian und Veronique und Die Schlümpfe erweitert. Zu Beginn der 1980er Jahre ergänzten unter anderem Spirou und Fantasio, die Abenteuer des Büroboten Gaston und Leonardo das Programm. Mit dem Subverlag Semic wurden einige Alben als verbilligte Kioskausgaben veröffentlicht. Die Produktion wurde kontinuierlich ausgebaut; 1989 erschienen mehrere Alben bei Carlsen monatlich.
Unter dem Lektor Eckart Sackmann wurde Anfang der 1980er Jahre die Edition ComicArt gegründet, eine Comic-Sparte für erwachsene Leser. Sackmanns Nachfolger Andreas C. Knigge prägte das Comic-Programm für viele Jahre und sorgte für eine immense Erweiterung dieses Bereichs. 1987/88 versuchte der Verlag, mit Moxxito ein eigenes Magazin auf dem Markt zu etablieren, das aber nach sechs Ausgaben wieder eingestellt wurde. 1989 zog der Verlag nach 24 Jahren von Reinbek zurück nach Hamburg-Ottensen. Neben frankobelgischen Comics wurden Anfang der 1990er Jahre auch Superhelden-Comics von DC Comics als Paperbacks veröffentlicht. Hauptsächlich wurden voneinander unabhängige Sonderausgaben, sogenannte One Shots, übersetzt. Besondere Aufmerksamkeit erhielt Frank Millers Werk The Dark Knight Returns. Der Carlsen Verlag versuchte zeitgleich, Heftserien von Buffy – Im Bann der Dämonen, Angel – Jäger der Finsternis, Godzilla und Akte X zu etablieren.
Knigges Nachfolger wurde Joachim Kaps. In dessen Wirkungszeit wurde durch die noch von Knigge beschlossene Veröffentlichung des Mangas Dragonball in japanischer Leserichtung (von rechts nach links) ein Manga-Boom ausgelöst.
Anfang 2002 kaufte der Carlsen Verlag den Namen und diverse Autorenrechte des Kleinverlages B&L (die anderen Serien des B&L-Verlages gingen in den BSE Verlag über). B&L wurde bei Carlsen als Label für lustige Erwachsenencomics fortgeführt und durch weitere Serien ergänzt. 2006 ging B&L im neuen Bereich Carlsen Cartoon und Humor auf, in dem auch die Bestseller-Cartoons Nichtlustig von Joscha Sauer und Shit happens! von Ralph Ruthe erscheinen.
Den größten Erfolg hatte Carlsen mit der Buchreihe um Harry Potter von Joanne K. Rowling. Schon vor dem Durchbruch des Zauberlehrlings erwarb der Verlag die Lizenz für alle geplanten sieben Bände. Damit mussten sich die deutschen Titelillustrationen nicht nach den Vorgaben des Rechtehalters Warner Brothers richten. Auch bei der Vermarktung der Bücher hatte der Verlag deutlich freiere Hand als Potter-Verlage in anderen Ländern. Bis heute erreichten die Harry-Potter-Bände im deutschen Sprachraum eine Gesamtauflage von 30 Millionen Exemplaren.
Derzeit ist Carlsen einer der drei größten Comicverlage in Deutschland, bei den Kinderbuchverlagen zählt er zu den zehn größten. Der dänische Carlsen Verlag, aus dem der Verlag ursprünglich hervorgegangen war, gehörte früher auch zu Bonnier, ist aber nach mehreren Verkäufen seit 2007 Teil der internationalen Verlagsgruppe Egmont Foundation. Somit sind die gleichnamigen Verlage in Dänemark und Deutschland nicht mehr als Unternehmen miteinander verbunden.
Im Herbst 2008 gründete der Carlsen Verlag mit dem zur US-amerikanischen Scholastic Corporation gehörenden britischen Kinderbuchverlag The Chicken House das Gemeinschaftsunternehmen Chicken House Deutschland. Im Jahr 2011 übernahm Carlsen von der Verlagsgruppe Oetinger die Xenos Verlagsgesellschaft und gliederte sie an sein Imprint Nelson Verlag an.
Seit 2012 hat Carlsen die Kindermedienmarke Terzio übernommen, darunter auch die berühmten Geschichten des „Ritter Rost“. Neben den mehrfach ausgezeichneten Musicalbüchern mit dem rostigen Helden der Kinderzimmer erscheinen in diesem Programmbereich auch Musicalbücher zu anderen Themen.
Im Herbst 2013 startete Carlsen zwei Imprints, in denen ausschließlich digitale Bücher erscheinen: Impress steht für gefühlsstarke, mitreißende Fantasy für Jugendliche und junge Erwachsene aus den beliebten Genres Paranormal Romance, Coming-of-Age und New Adult. Instant Books, das wieder eingestellt wurde, stand für schnelle, süffige Lektüre vor allem für erwachsene Leser mit Vorliebe für 'Thrill' und 'Romance'. Wurden in den ersten Jahren nur ausgewählte Impress-Titel auch ins reguläre Taschenbuch-Programm des Carlsen Verlags aufgenommen, erscheinen inzwischen sämtliche Romane des Labels auch als gedruckte Ausgabe, per Print-on-Demand-Verfahren.
Im Herbst 2014 lancierte Carlsen für Kinderbücher ab zwölf Jahren, Jugendbücher und Crossover-Titel das neue Imprint Königskinder Verlag. Die Leitung des Subverlags übernahm Barbara König, die seit 2003 das erzählende Hardcoverprogramm im Kinder- und Jugendbuchbereich von Carlsen verantwortet hatte. Das Programm startete mit dem Roman Anders von Andreas Steinhöfel. Bücher aus dem Programm wurden von Kritikern gelobt und erhielten vier Nominierungen für den Deutschen Jugendliteraturpreis. Ende September 2017 kündigte der Carlsen Verlag „angesichts der Verkaufszahlen“ die Auflösung des Imprints Königskinder an; nach dann 42 Titeln werde im Frühjahr 2018 das letzte Programm ausgeliefert.
Ebenfalls im Herbst 2014 lancierte Carlsen die neue Erlebnis-Reihe LeYo! und setzte mit den LeYo-Büchern den Startschuss für die erste Multimedia Bibliothek für Kinder. Nach Verlagsangaben wurde die Reihe bereits 2016 dauerhaft eingestellt. Aus wirtschaftlichen Erwägungen sind mittlerweile auch die zugehörigen Apps für iOS und Android nicht mehr verfügbar, sodass die Multimediainhalte zu den Büchern nicht mehr zur Verfügung stehen.
Seit Januar 2015 wurde der Lappan Verlag, zugehörig zu der Salzer Holding GmbH, vom Carlsen Verlag Hamburg übernommen. Der Bereich Humor wird weiterhin von Oldenburg aus betrieben.
Auf der Frankfurter Buchmesse 2016 wurde der Verlag mit dem Virenschleuder-Preis ausgezeichnet.
Ab Oktober 2016 gab es ein weiteres digitales Label namens Dark Diamonds in dem Bereich New Adult Fantasy. Mit Dark Diamonds wurde eine ältere Zielgruppe in den Genres Fantasy und Romance als bei dem Label Impress angesprochen. Mittlerweile wurden beide Labels zusammengeführt und laufen unter der Impress-Marke.
2021 gründete Carlsen das Label Hayabusa, das Mangas vor allem aus dem Genre Boys Love sowie queere Geschichten. Zielgruppe sind junge Frauen.

## Verlagsgebäude
2021 bezog der Verlag die zum Verlagscampus umgebauten Räume einer ehemaligen Dreherei in Hamburg-Ottensen.

## Publikationen des Carlsen Verlag
- Manga-Magazin Daisuki (wurde 2012 eingestellt)
- Reihe Chibi-Manga mit kurzen Comics deutscher Zeichner im Manga-Stil
- Mangaserie One Piece
- Mangaserie Naruto
- Comics des deutschen Zeichners Jamiri
- Comicreihe Yoko Tsuno
- Comicreihe Elfquest
- Comicserie Die Chroniken des Schwarzen Mondes
- Comicreihe Clever & Smart
- Bilderbuchreihe Pixi-Bücher
- Bilderbuchreihe Wunder-Bücher
- Kinder- und Jugendbuchreihe Meine Freundin Conni
- Buchreihe Bis(s)... (Twilight)
- Buchreihe Die Schule der magischen Tiere
- Buchreihe Harry Potter
- Buchreihe Percy Jackson

### Verlagsvergriffene Dokumentationen
- Batem, Verhoest und Cambier: Alles über das Marsupilami, Carlsen 1993.
- Horst Schröder: Bilderwelten und Weltbilder. SF Comics in den USA, Deutschland, England und Frankreich, Carlsen 1982.
- Andreas Knigge (Hrsg.): Comic Jahrbuch 1990, Carlsen 1990.
- Andreas Knigge (Hrsg.): Comic Jahrbuch 1991, Carlsen 1991.
- Scott McCloud: Comics richtig lesen, Carlsen 1994.
- Hugo Pratt: Corto Maltese-Aus dem Leben eines Abenteurers, Carlsen 1992,
- Horst Schröder: Die ersten Comics – Zeitungscomics in den USA von der Jahrhundertwende bis zu den 30er Jahren, Carlsen 1981.
- Jean Annestay: Die Geheimnisse des Incal, Carlsen 1991.
- Numa Sadoul: Das große André Franquin-Buch, carlsen 1989.
- Andreas Knigge (Hrsg.): Das große Hal Foster-Buch, Carlsen 1992.
- Numa Sadoul: Das große Moebius-Buch, Carlsen 1992.
- Benoît Peeters: Hergé – Ein Leben für die Comics, Carlsen 1983.
- Bill Blackbeard (Hrsg.): 100 Jahre Comicstrips, 2 Bände, Carlsen 1995.

## Kontroverse um das Kinderbuch „Ein Corona-Regenbogen für Anna und Moritz“
2020 veröffentlichte der Carlsen Verlag das Kinderbuch Ein Corona-Regenbogen für Anna und Moritz. In diesem Buch sagt der Grundschüler Moritz im Zusammenhang mit der COVID-19-Pandemie: „Das Virus kommt aus China und hat sich von dort aus auf der ganzen Welt ausgebreitet.“ Anfang März 2021 nahm das chinesische Generalkonsulat in Hamburg diesen Satz zum Anlass, um auf seiner chinesischsprachigen Website in Deutschland lebende Chinesen vor einer „unsachgemäßen Darstellung“ in einem Kinderbuch und vor „Provokationen, Diskriminierung und Hass“ zu warnen. Der Verlag sah sich daraufhin in E-Mails und in den Sozialen Medien mit massiven Rassismusvorwürfen konfrontiert. Auch tauchten auf Amazon zahlreiche negative Rezensionen des Buches mit Rassismusvorwürfen auf. Am 5. März 2021 entschuldigte sich der Carlsen Verlag falls „durch die Formulierung Gefühle von Leser*innen verletzt worden sein“ sollte, stoppte den Verkauf des Buches mit sofortiger Wirkung und brachte eine geänderte Neuauflage auf den Markt. Über den Vorfall wurde international berichtet. In den sozialen Medien fielen die Reaktionen unterschiedlich aus. Während manche dem Verlag vorwarfen, dem vermeintlich ungerechtfertigten Druck zu schnell nachzugeben, konnten andere die Kritik nachvollziehen und begrüßten die Entscheidung, das Kinderbuch zu überarbeiten.